# SSBP2
SSBP2‏ (Single stranded DNA binding protein 2) هوَ بروتين يُشَفر بواسطة جين SSBP2 في الإنسان.